# Il fondamentalista riluttante (film)
Il fondamentalista riluttante (The Reluctant Fundamentalist, conosciuto in Pakistan come Changez) è un film del 2012 diretto da Mira Nair, basato sull'omonimo romanzo di Mohsin Hamid.
Tra gli interpreti principali figurano Riz Ahmed, Kate Hudson, Liev Schreiber e Kiefer Sutherland.
Il film è stato presentato fuori concorso e come film d'apertura della 69ª Mostra internazionale d'arte cinematografica di Venezia.

## Trama
Mentre è in corso una dura protesta studentesca a Lahore, il giovane professore pakistano Changez Khan, laureato a Princeton, racconta la sua vita al giornalista Bobby Lincoln. Changez racconta di quando era un ambizioso analista finanziario di Wall Street e sognava una famiglia con la sua amata Erica, ma dopo l'11 settembre 2001 la sua vita cambia radicalmente a causa dei sospetti e dei pregiudizi, che lo costringono a tornare in patria dalla famiglia e accettare una docenza presso l'università locale. Dietro la conversazione tra Lincoln e Changez si nascondono ragioni di vitale importanza, legate al rapimento e alla vicina esecuzione di un  docente americano, ad opera degli estremisti.